# Oostenrijkse presidentsverkiezingen 2004
De Presidentsverkiezingen van Oostenrijk werden op 25 april 2004 gehouden. Het presidentschap van Oostenrijk is een ceremoniële functie. De twee kandidaten voor het presidentschap waren Heinz Fischer van de SPÖ, en Benita Ferrero-Waldner van de ÖVP. Fischer werd de winnaar, en werd op 8 juli 2004 geïnstalleerd als de nieuwe Bondspresident van Oostenrijk, als opvolger van Thomas Klestil, die twee dagen voor het einde van zijn presidentschap plotseling overleed aan een hartaanval.
| Kandidaat              | Partij                                       | Stemmen   | Percentage |
| ---------------------- | -------------------------------------------- | --------- | ---------- |
| Heinz Fischer          | SPÖ (Sozialdemokratische Partei Österreichs) | 2,166,690 | 52.4       |
| Benita Ferrero-Waldner | ÖVP (Österreichische Volkspartei)            | 1,969,326 | 47.6       |
| Totaal (Opkomst 70.8%) |                                              | 4,136,016 | 100.0      |